# Télécabine de Skikda
La télécabine de Skikda est une télécabine urbaine de la ville de Skikda, en Algérie. Elle relie deux cités situées sur les monts Bouabaz et Bouyala qui dominent Skikda, en passant par la gare routière. Elle a été construite entre 2007 et 2009 par l’entreprise suisse Garaventa. Le coût de la réalisation de ce projet est estimé à 1,3 milliard de dinars (soit environ 13 millions d’euros).

## Historique
Le projet a été lancé en avril 2007. La télécabine a été mise en service en juillet 2009 par le ministre des Transports, Amar Tou,. A l'arrêt depuis 2011, le tracé inadapté de la télécabine a été évoqué par les autorités locales pour expliquer le manque d'intérêt des habitants pour ce mode de transport.

## Caractéristiques
Il s'agit d'une télécabine à pince débrayable constituée de deux tronçons pour une longueur totale de parcours de 1 920 mètres. Le premier tronçon, d'une longueur de 940 m, relie la station Bouabaz à la station intermédiaire de la gare routière de Skikda ; le second tronçon, d'une longueur de 1 026 m, relie la station de la gare routière à celle de Bouyala.
| Numéro | Nom           | Caractéristique    | Altitude |
| ------ | ------------- | ------------------ | -------- |
| 1      | Bouabaz       | Gare motrice       | 141 m    |
| 2      | Gare routière | Gare intermédiaire | 10 m     |
| 3      | Bouyala       | Gare tension       | 107 m    |

L'installation dispose de 22 cabines détachables d'une capacité de quinze personnes desservant alternativement les stations des deux extrémités. La durée du trajet est d'environ 7 minutes 30, le débit estimé est de 2 000 passagers par heure,.

## Exploitation
La télécabine de Skikda est exploitée par l'Entreprise de transport algérien par câbles (ETAC), qui exploite et gère tous les téléphériques et télécabines d'Algérie, avec un service quotidien de 7 h 30 à 19 h 30. Le nombre de voyages par heure est de 8 et celui par jour de 104.